# エリック・ドーソン
エリック・ドーソン（Eric Dawson、1984年6月7日 - ）は、アメリカ合衆国テキサス州サンアントニオ出身のバスケットボール選手。
2012年、Dリーグのオースティン・トロス（現在のオースティン・スパーズ）で優勝に貢献したことが最大の実績で、現在はプエルトリコでプレーしている。ポジションはパワーフォワード。身長206cm、体重113kg。

## 経歴
ミッドウェスタン大学卒業後、2007年NBAドラフト指名されず、Dリーグオースティン・トロスでプロデビューの後、ドミニカ共和国、日本、韓国でのプレーを経て、2012年、オースティン・トロスで、好成績を残し、サンアントニオ・スパーズに注目され10日間契約ではあるが、NBAデビューとなったが、契約は継続されず、Dリーグへ戻った。その後は、海外リーグを転戦している。

## プレースタイル
200７年以来、Dリーグを主戦場としてプレーしてきて、2011年のシーズンで得点力とリバウンド力を中心に、アシスト、ブロック、スティールもできる成長を見せ、サンアントニオ・スパーズとの契約を得たが4試合に出場したのみで、NBAで定着は出来なかった。